# Hotel Dan de Tel-Aviv
L'Hotel Dan de Tel-Aviv (en hebreu: מלון דן תל אביב) és un hotel de luxe en el passeig marítim de Tel-Aviv, Israel. Va ser el primer hotel de la cadena d'hotels Dan. L'edifici original va ser construït en la dècada de 1930, i va començar com una petita pensió anomenada Kaete Dan. Va ser el primer establiment de qualsevol tipus a la platja de Tel-Aviv. Durant un temps va ser la caserna general de la Haganà. En juny de 1947, Iekutiel i Shmuel Federmann van comprar l'edifici, i es va adoptar el nom de l'anterior propietari, formant la corporació d'Hotels Dan. Els nous propietaris van fer enderrocar l'edifici original, i el nou hotel es va acabar en 1953, convertint-se al primer hotel de luxe de la ciutat. En 1986 es va afegir una nova i colorida façana, amb els colors de l'Arc de Sant Martí, dissenyada per Yaacov Agam. Té 5 estrelles.